# Hyatt Center
Hyatt Center è una grattacielo per uffici di Chicago. 

## Caratteristiche
Completato nel 2005, l'edificio ha 48 piani ed è alto 207 metri. È di proprietà di Irvine Company. 
L'edificio presenta un ampio design paesaggistico di Hoerr Schaudt Landscape Architects di Chicago, sia all'interno che all'esterno, dai boschetti di bambù, completi di fontane, che fiancheggiano la moderna hall all'erba verde in fioriere i sul lato sud dell'edificio. 71 South Wacker contiene anche vari dipinti di Keith Tyson e un murale trompe l'oeil di Ricci Albenda. 
Gli inquilini principali dell'edificio includono Colliers International, Benesch Law, EVRAZ North America, Columbia Threadneedle Investments e Mayer Brown LLP.